# Гудвин, Джон
Джон Гудвин (1594—1665) — английский проповедник, богослов и полемист. Автор многочисленных книг.

## Биография

### Происхождение и годы учёбы
Джон Гудвин родился в приходе Хеллоутон графства Норфолк, о чём сохранилась запись в приходской книге: «Johannes Goodwin filius Jo: Goodwin baptis. xiii die Maii 1594». Позднее напротив этой записи был поставлен значок, помечающий данную персону как значительную. Видимо, имелся в виду будущий богослов, поскольку в подписи к опубликованному в 1642 году портрету Гудвина сказано, что ему на изображении 47 лет. Более того, Хеллоутон находится неподалёку от Восточного Райнхэма, где в 1620 году при поддержке семейства Таунсендов Гудвин начал свою священническую карьеру. Дед (ум. 1605) и отец (ум. 1636) Джона Гудвина, оба по имени Джон, были тесно связаны с Таунсендами, работая в их поместье управляющими. Помимо Джона III в семье его отца было восемь других детей, родившихся между 1599 и 1620 годами. Младший брат Джона, Томас, также стал известным богословом. Таунсенды были заметным семейством среди норфолкских джентри. Ровесником и другом детства Джона III был Роджер Таунсенд, будущий 1-й баронет. Его мать Энн Таунсенд была дочерью известного пуританина Натаниэля Бэкона, привившая вместе с учителем Джайлсом Флетчером (ум. 1623) своему сыну глубокую веру. Вероятно, дружба с Роджером Таунсендом помогла Гудвину получить отличное образование, а затем и хорошие церковные должности.
В июле 1621 года Джон Гудвин был записан в Куинз-колледж Кембриджского университета как сайзер. Вскоре после поступления Гудвин откликнулся латинским акростихом на смерть принца Генриха, с котором были связаны надежды патриотически настроенных английских протестантов. Поэма была издана в одном университетском сборнике с произведениями известных впоследствии поэтов Джорджа Херберта и Томаса Мэя. Джайлс Флетчер в 1615 году стал в Кембридже чтецом по греческой грамматике, а с 1618 года по греческому языку. Вероятно, именно он в студенческие годы оказывал определяющее влияние на юного Гудвина. Из College Bursar’s Books известно, что Гудвин прожил в стенах колледжа четыре сезона по 9 недель, за каждый из которых заплатил от 4 шиллингов до 14 шиллингов 11 пенсов. Отдельная плата взималась за образование. Скорее всего, часть расходов взяли на себя Роджер Таунсенд или Натаниэль Бэкон. В начале 1610-х годов Куинз был важным центром протестантской мысли, в котором работали такие видные богословы как профессор Джон Давенант и Джон Престон. Нет сведений, чтобы они направляли обучение Гудвина; согласно архивным записям, наставником Джона был Уильям Кокс (William Cox), феллоу колледжа с 1610 года. Кокс не был пуританином и, видимо, по этой причине был избран в наставники отцом Гудвина.
Согласно уставу университета, студенты должны были проходить курс тривиума и квадривиума. Сайзеры обязаны были получить степень бакалавра за 4 года. Основой обучения была аристотелевская схоластика, со второго года студенты принимали участие в диспутах — предполагалось, что таким образом они получат целостное представление о свободных искусствах и философии. Постепенно формировались и другие подходы. Некоторые из преподавателей следовали методологии Петра Рамуса, объявившего аристотелизм ложным, другие защищали учение Коперника. Обычный день кембриджского студента начинался утренней молитвы в часовни в 5 утра, затем между 5:30 и 6:00 завтрак из хлеба с пивом, затем лекции до обеда в 11 часов, после чего час отдыха. С часу дня студенты несколько часов посвящали самостоятельным занятиям или диспутам. В 5 или 6 часов вечера был ужин и, после небольшого отдыха, тьютор собирал своих подопечных для дискуссий и молитвы — духовному образованию придавалось значение не меньшее, чем научному. В разные дни в часовне проповеди читали видные пуритане Джон Престон и Ричард Сиббс. Не все студенты вели благочестивый образ жизни, но Гудвин избегал скандалов. Позднее, когда его обвинили в пристрастии к картам, он вспоминал, что «в дни моей молодости, каюсь, я провёл некоторые из драгоценных часов моей жизни в тщете». Тем не менее, Гудвин принадлежал к «благочестивому», весьма многочисленному, крылу студенческого корпуса.
Дополнительных подробностей личного характера от времени учёбы Гудвина в Кембридже практически не сохранилось. В 1616 году после успешного диспута он получил степень бакалавра, в следующем году был избран феллоу и начал трёхлетний курс обучения на мастера искусств. Факт избрания свидетельствовал об определённой полярности и уважении, а также приносил ощутимую материальную выгоду. Как у феллоу, подготовка Гудвина к степени мастера включала преподавательскую деятельность в широком смысле — попечение в качестве тьютора над студентами и их финансами, научное и духовное руководство. Известно, однако, о том, что некоторое своеобразие взглядов Гудвин проявлял уже в студенческие годы. Позднее мемуарист Джон Викар отмечал склонность Гудвина защищать странные мнения, а биограф пресвитерианина Томаса Коутона счёл необходимым уточнить что, будучи учеником Гудвина, Коутон не подвергся его пагубному влиянию. На взгляды юного Гудвина, в свою очередь, повлияли лекции сторонника теории гипотетического универсализма Джона Давенанта. По вопросу предопределения Давенант придерживался точки зрения, что Бог определил каждого к спасению или проклятию на основании своего собственного выбора. На Дордрехтском синоде Давенант выступил против арминиан, полагавших, что решение Бога основано на его предвидении свободного выбора человека. 17 декабря 1620 года Гудвин был рукоположен епископом Нориджа Сэмюэлем Харснеттом. Харснетт был противником кальвинистской доктрины о двойном предопределении и в те годы Гудвин не разделял его арминианские убеждения. В целом, в начале 1620-х годов Куинз представлял широкий спектр богословских мнений, включая как пуритан, так и лодиан.

### Дальнейшая жизнь
До 1624 года Гудвин оставался в колледже. К тому времени его друг детства Роджер Таунсенд постепенно становился заметной политической фигурой. В 1617 году он стал баронетом, а в 1622 году получил крупное наследство от Натаниэля Бэкона. По рекомендации Таунсенда Гудвин возглавил приход в Восточном Райнхэме. Примерно в середине 1620-х годов он женился и должен был оставить пост феллоу Куинз, но улаживание формальностей затянулось до конца 1627 года. 4 октября 1627 года Гудвин крестил своего сына Джона, а 7 мая следующего года отпевал свою дочь Анну. Год спустя, 13 ноября 1629 года был крещён ещё один сын, Эдвард, а Самуил умер в январе 1632 года в возрасте нескольких месяцев. Младшая дочь Мария была крещена в феврале 1633 года, вскоре после переезда семьи в Лондон. необременительные обязанности священника маленького прихода и положение неофициального капеллана Таунсендов давали возможность Гудвину пользоваться обширной библиотекой поместья Райнэм-Холл, включавшей собрание книг по богословию и философии, унаследованное сэром Роджером от деда. Свободного времени, тем не менее, оставалось ещё на духовное окормление нескольких соседних деревень региона Грейт-Ярмута. 31 июля 1629 года Джон, после того, как его брат Томас ответил отказом, согласился принять предложение властей города Кингс-Линн занять пост проповедника в церкви святого Николая. должность предполагала оплату в размере 50 фунтов в год и 5 фунтов на оплату жилья. В августе Джон предстал перед советом города и обещал занять пост после утверждения его кандидатуры епископом Нориджа. В итоге, назначение так и не состоялось.